# إيفان فورت
إيفان فورت (بالإسبانية: Iván Forte)‏ هو لاعب كرة قدم إسباني، ولد في 25 أغسطس 1988 في إلدا في إسبانيا. لعب مع راسينغ فيرول ونادي أليكانتي ونادي أونتينيينت.

## وصلات خارجية
- إيفان فورت على موقع قاعدة بيانات كرة القدم.إي يو (الإنجليزية)
- إيفان فورت على موقع Soccerway.com (الإنجليزية)
- إيفان فورت على موقع عالم كرة القدم.نت (الإنجليزية)